# Армінженер
Армінженер  (від «армія» та лат. ingenium — «здібність», «винахідливість», скор. армійський інженер) — найвище військове звання вищого начальницького інженерного складу в Червоної армії СРСР з 1935 року по 1942/43 роки (поступово скасовувалося в різних родах військ та службах).
У 1935-1940 роках еквівалентом звання було: у сухопутних силах звання командарм 2 рангу, у ВМС флагман флоту 2-го рангу. Серед військово-технічного складу ВМС відповідним званням було інженер-флагман флоту.
Армінженер був вище за рангом ніж корінженер.

## Історія використання

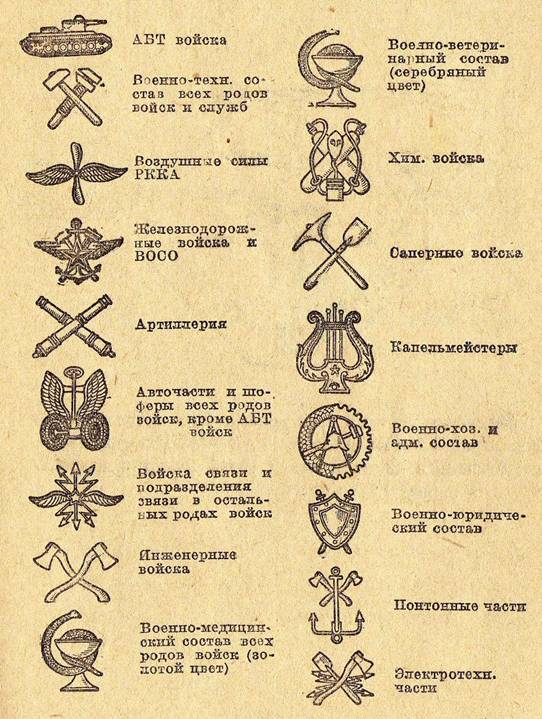
Додаток 1 Статуту внутрішньої служби РСЧА 1937 року («УВС-37») «Малюнки петличні знаків-емблем»

### 1935-1940
22 вересня 1935 року, при введенні персональних військових звань, для начальницького складу військово-технічного складу РСЧА, були введені окремі звання, які відрізнялися від загальновійськових. Еквівалентом звань командного складу «командарм 2 рангу» (сухопутні сили), та «флагман флоту 2-го рангу», було звання військово-технічного складу «армінженер». 

### 1940
Указами Президії Верховної Ради СРСР від 7 травня 1940 «Про встановлення військових звань вищого командного складу Червоної Армії» (рос. «Об установлении воинских званий высшего командного состава Красной Армии») та «Про встановлення військових звань вищого командного складу Військово-Морського Флоту» (рос. «Об установлении воинских званий высшего командного состава Военно-Морского Флота») вводилися генеральські та адміральські звання для вищого командного склада. Крім того цими указами встановлювалися нові звання для інженерів корабельної служби, дорівняні до звань командного складу. Еквівалента звання «армінженер» серед корабельного інженерного складу не було, але в інших підрозділах ВМФ залишилося звання інженер-флагман флоту.

### 1942-1943
У 1942/43 роках відбувається уніфікація військових звань різних складів та служб РСЧА та РСЧФ.
З 1942 року звання «армінженер» поступово скасовується, носіям надавалися генеральські звання.
27 січня 1942 звання скасовано в військово-повітряних силах Червоної Армії.
3 березня 1942 звання скасовано в артилерії.
7 березня 1942 звання скасовано в танкових військах.
Останнім звання армінженера було скасовано у військово-технічного складу технічних військ, що відбулося 4 лютого 1943.

## Знаки розрізнення
Знаки розрізнення військово-технічного складу сухопутних і повітряних сил РСЧА, були червоні, їх носили на петлицях свого роду військ з відповідним особливим значком (емблемою).
Для звання армінженер був встановлений знак розрізнення чотири ромби в петлиці, як у командарма 2 рангу, відрізняючись тільки окантовкою петлиць. Замість командирської золотистої окантовки була чорна (на чорних петлицях-червона чи синя), як у решти начальницького складу, а також у молодшого командного складу і червоноармійців. 
Військовослужбовці військово-технічного складу РСЧА не мали на рукавах нашивок які були присутні у командного складу.

## Співвідношення
| Рід військ                                      | Відповідне звання / посада |
| Командний склад                                 | Командний склад |
| ----------------------------------------------- | --- |
| Народний комісаріат внутрішніх справ            | Комісар державної безпеки 2-го рангу, введене постановою ЦВК та РНК СРСР від 7 жовтня 1935 року (військовослужбовці прикордонних та внутрішніх військ НКВС мали військові звання, які вживалися в РСЧА) Директор міліції |
| Військово-морський флот                         | Флагман флоту ІІ рангу |
| Начальницький склад                             | |
| ВМФ                                             | Інженер-флагман флоту |
| військово-політичний склад усіх родів військ    | Армійський комісар 2-го рангу |
| військово-господарський склад усіх родів військ | Армінтендант |
| військово-юридичній склад усіх родів військ     | Армвоєнюрист |
| військово-медичний склад усіх родів військ      | Армврач |
| військово-ветеринарний склад усіх родів військ  | Армветврач |

## Див також
Директор міліції